# كينيث غريفين
كينيث غريفين (بالإنجليزية: Kenneth C. Griffin) (و. 1968 – م) هو رائد أعمال من الولايات المتحدة الأمريكية ولد في دايتونا بيتش، فلوريدا.

## التعليم
تعلم في جامعة هارفارد.